# Nuroモバイル
nuroモバイル（ニューロモバイル）は、ソニーネットワークコミュニケーションズが手がける、日本の仮想移動体通信サービスである。So-netのNUROブランドのサービスの一つ。

## 概要
So-netは、2003年にはDDIポケット（現：ソフトバンク）のPHSのAirH"を使用したパケット通信サービス「bitWarp」を、2009年10月にはUQコミュニケーションズのWiMAXを使ったデータ通信サービス「So-net モバイル WiMAX」を、2011年にはNTTドコモのFOMAハイスピード網を使用したデータ通信サービス「So-net モバイル 3G」などの、MVNO形態の高速モバイル通信サービスを行っていた。
これらの置き換えを目的として、「NUROモバイル」として2016年10月1日にサービスを開始した。
アクセス回線にはNTTドコモ・ソフトバンク・auの携帯電話回線を、インターネットとの接続回線にはNURO光・NURO bizのネットワーク基盤であるNUROネットワークを使用している。2016年10月1日にNTTドコモ回線でサービスを開始し、2017年12月19日にはソフトバンク回線を、2019年5月9日にau回線を追加。

## 主なサービス
下記の他に、IoT/M2M専用のプランや、2019年4月までは仮想移動体通信サービス事業者向けの仮想移動体サービス提供者事業（現在はソニーネットワークコミュニケーションズスマートプラットフォーム株式会社が継承）も行っている。
- nuroモバイル - メインサービス　ユニークなサービスとしては、翌月の通信量を前借りできる「データ前借り」や、1日につき5時間使い放題の「5時間プラン」（廃止）がある

以下は、「nuroモバイル」の名称が導入される前から存在していた、類似のサービス。
- So-net モバイル 3G - NTTドコモのFOMA網を利用した、個人向けMVNOサービス。2011年10月サービス開始、2017年7月31日サービス終了。
- So-net モバイル LTE（旧称：NURO LTE） - NTTドコモのXi・FOMAハイスピード網を利用した、個人向けMVNOサービス。2013年4月サービス開始。
- NUROモバイル LTE/3G - ソニービズネットワークスが提供する、法人向けのNURO Biz専用プラン。2013年4月サービス開始。NTTドコモのXi・FOMAハイスピード網を利用[7]。
- 0 SIM - 月間通信量が500MB未満の場合は、月額料金が無料となるサービス。通信回線はNTTドコモ。2020年8月31日サービス終了[8]。
- Prepaid LTE SIM - プリペイド型。
- PLAY SIM - 月額制プラン。販売終了。
- MILEAGE SIM - 残りの通信容量に応じてANAマイレージクラブのマイレージがたまるマイレージサービス。新規受付終了。

## プリペイドSIM
| 通信可能期間    | 10日                                   | 10日                                   | 30日                                   | 30日                                   | 30日                                   | 60日                                   | 180日                                  |
| --------------- | -------------------------------------- | -------------------------------------- | -------------------------------------- | -------------------------------------- | -------------------------------------- | -------------------------------------- | -------------------------------------- |
| プラン          | データ無制限                           | 2.1GB                                  | 1.2GB                                  | 2GB                                    | 2.4GB                                  | 3.2GB                                  | 12GB                                   |
| SIMカードタイプ | 3in1 SIM（標準SIM、microSIM、nanoSIM） | 3in1 SIM（標準SIM、microSIM、nanoSIM） | 3in1 SIM（標準SIM、microSIM、nanoSIM） | 3in1 SIM（標準SIM、microSIM、nanoSIM） | 3in1 SIM（標準SIM、microSIM、nanoSIM） | 3in1 SIM（標準SIM、microSIM、nanoSIM） | 3in1 SIM（標準SIM、microSIM、nanoSIM） |
| 速度規格        | LTE/3G                                 | LTE/3G                                 | LTE/3G                                 | LTE/3G                                 | LTE/3G                                 | LTE/3G                                 | LTE/3G                                 |
| 価格            | オープン価格                           | オープン価格                           | オープン価格                           | オープン価格                           | オープン価格                           | オープン価格                           | オープン価格                           |

|              | チャージ200M | チャージ500M | チャージ1G   |
| ------------ | ------------ | ------------ | ------------ |
| 通信可能期間 | 30日         | 30日         | 60日         |
| 価格         | オープン価格 | オープン価格 | オープン価格 |

※ データ無制限プランを除く

### 利用可能な周波数帯
| LTE（Xi®）  | Band 1（2100MHz）、Band 19（800MHz）、Band 21（1500MHz） Band 3（1800MHz）、Band 28（700MHz）、Band 42（3.5GHz）※東名阪限定 |
| 3G（FOMA®） | Band 1（2100MHz）、Band 6/19（800MHz）                                                                                      |

## 販売端末

### スマートフォン
- VAIO Phone A
- ASUS ZenFone 3
- ASUS ZenFone 3 Max
- ASUS ZenFone Live
- ASUS ZenFone Zoom S
- ASUS ZenFone Max M2
- FUJITSU arrows M03
- NuAns NEO [Reloaded]
- ZTE BLADE E01
- Sony Xperia XZ Premium（英語版）
- Sony Xperia 10 II
- Sony Xperia 8 Lite
- MOTOROLA moto g8 power lite
- MOTOROLA moto e6s
- OPPO Reno3 A
- OPPO Reno A

### フィーチャーフォン
- SHARP AQUOS ケータイ SH-N01

### Wi-Fiルーター
- +F FS030W